# Publius Sulpicius Saverrio (Konsul 304 v. Chr.)
Publius Sulpicius Saverrio entstammte der römischen Dynastie der Sulpicier und war 304 v. Chr. Konsul sowie 300 v. Chr. Zensor.

## Leben
Der Vater des Publius Sulpicius Saverrio führte nach Auskunft der Triumphalakten das Praenomen Servius und sein Großvater das Praenomen Publius.
304 v. Chr. bekleidete Saverrio das Konsulat gemeinsam mit Publius Sempronius Sophus. Vermutlich erhielten beide Konsuln den Auftrag, die Samniten zu bekämpfen, doch wurde mit diesem Volk bald Frieden geschlossen und damit der lang andauernde Zweite Samnitenkrieg beendet. Während Sophus danach wahrscheinlich allein die Aequer befehdete, dürfte Saverrio mit einem Teil des Heeres Krieg gegen angrenzend an Samnium wohnende Gebirgsstämme geführt haben. Die Triumphalakten schreiben Saverrio jedenfalls einen Triumph über die Samniten zu, den er knapp einen Monat nach Sophus’ Triumph über die Aequer abhielt. Eine ausführlichere Darstellung des Konsulats findet sich im Artikel zu Sophus.
Zusammen mit seinem Konsulatskollegen bekleidete Saverrio 300 v. Chr. auch das Amt eines Zensors. Zuletzt wird er 299 v. Chr. als zweiter Interrex zur Abhaltung der Konsulwahlen erwähnt.
Ein Sohn von Saverrio dürfte der gleichnamige Konsul des Jahres 279 v. Chr. sein.